# آنا ميلان
آنا بيلين غارسيا ميلان (بالإسبانية: Ana Belén García Milán)‏ هي كاتبة مسرحية وصحفية ومقدمة تلفزيونية وعارضة وكاتِبة وممثلة إسبانية، ولدت في 3 نوفمبر 1973 بأليكانتي في إسبانيا.

## الأعمال
- الفيزياء والكيمياء

## وصلات خارجية
- آنا ميلان على موقع IMDb (الإنجليزية)
- آنا ميلان على موقع ألو سيني (الفرنسية)
- آنا ميلان على موقع أول موفي (الإنجليزية)
- آنا ميلان على موقع قاعدة بيانات الفيلم (الإنجليزية)
- آنا ميلان على موقع كينوبويسك (الروسية)